# Lista de sinapsídeos

## Pelicossauros
| Image | Image | Image | Image | Image |
| ----- | ----- | ----- | ----- | ----- |
|       |       |       |       |       |
|       |       |       |       |       |

- Caseassauros
  - Caseidae
    - Angelossauro
    - Casea
    - Caseopsis agilis (única espécie de seu gênero)
    - Caseoides sanangeloensis (única espécie de seu gênero)
    - Cotylorhynchus
    - Ennatossauro (única espécie de seu gênero)
    - Knoxossauro (única espécie de seu gênero)
    - Oromycter dolesorum

  - Eothyrididae
    - Eothyris parkeyi (única espécie de seu gênero)
    - Oedaleops campi (única espécie de seu gênero)
- Eupelicossauros
  - Varanopidae (também conhecido como varanopsidae é uma família de sinapsídeos semelhantes aos lagartos monitores modernos)
  - Ophiacodontidae
    - Archaeothyris Reisz 1972 (um dos mais antigos sinapsídeos conhecidos atualmente, descoberto na região da Nova Escócia, onde também foi encontrado o Hylonomus, o mais antigo réptil conhecido até hoje, e o Petrolacossauro, um diapsídeo primitivo)
    - Baldwinonus Romer e Price 1940
    - Clepsydrops Cope 1875
    - ?Protoclepsydrops Carroll 1964
    - Ophiacodon Cope, 1878
    - Stereophallodon Romer 1937
    - Stereorhachis Gaudry 1880

  - Edaphosauridae
    - Edaphossauro Cope, 1882
    - Ianthasaurus Reisz e Berman 1986
    - Glaucosaurus Williston 1915

  - Sphenacodontidae
    - Ctenorhachis Hook e Hotton, 1991
    - Ctenospondylus Romer 1936
    - Dimetrodon Cope 1878 (apesar de ser popularmente tido como dinossauro, na verdade não o é)
    - Neossauro Romer 1936
    - Secodontossauro Romer 1936
    - Sphenacodon Marsh 1878
    - Steppeassauro Olson e Beerbower 1953

## Therapsida

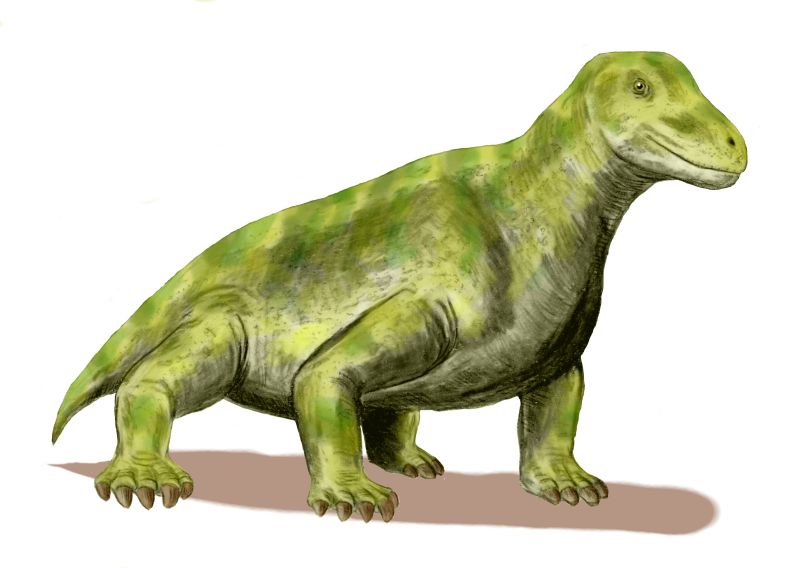
Moschops, um Dinocephalia
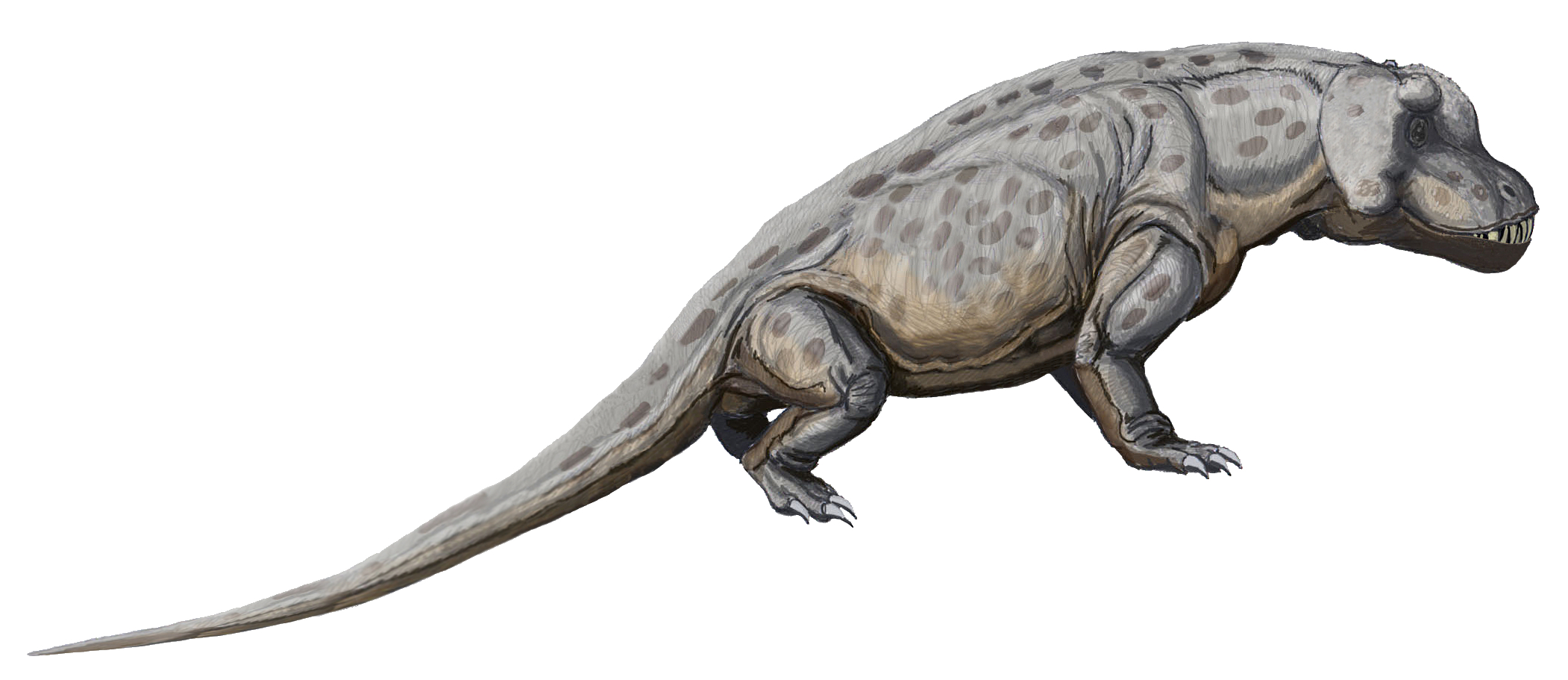
Anteosaurus, um Dinocephalia Anteosauridae
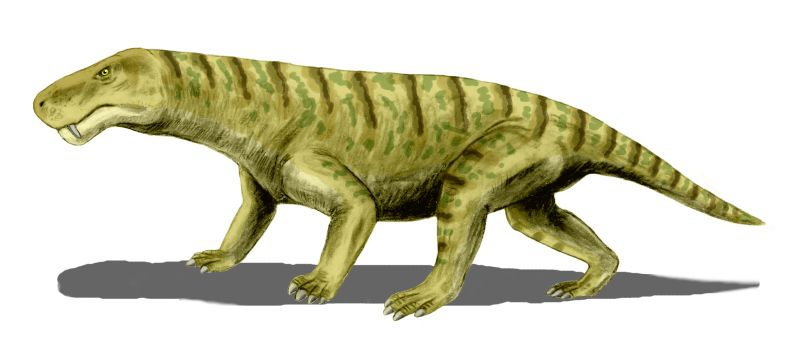
Inostrancevia, um Gorgonopsia
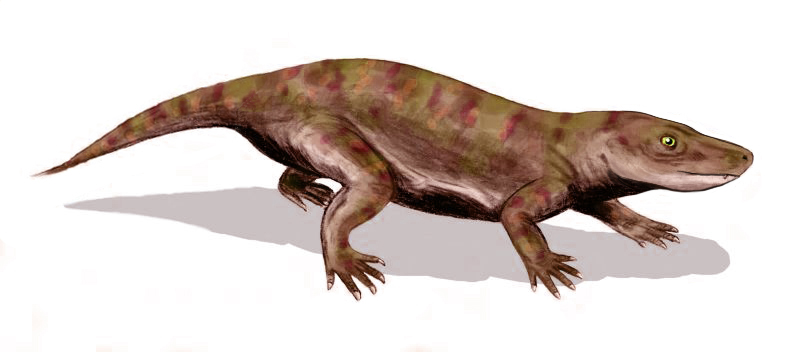
Bauria, um Therocephalia
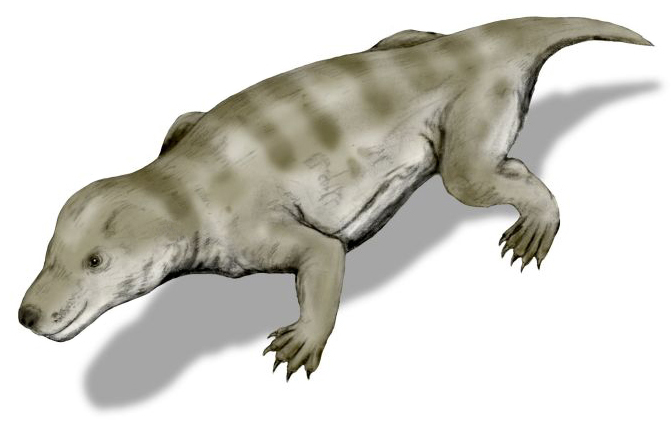
Thrinaxodon, um Cinodonte
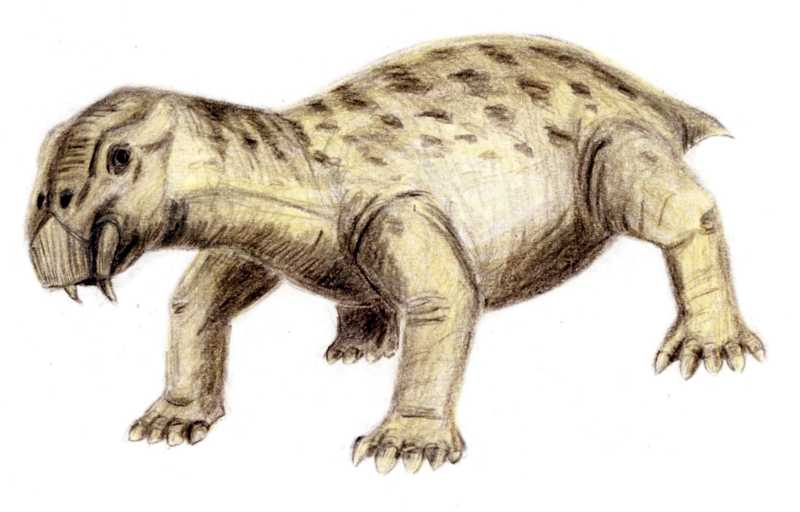
Lystrosaurus, um Dicynodontia
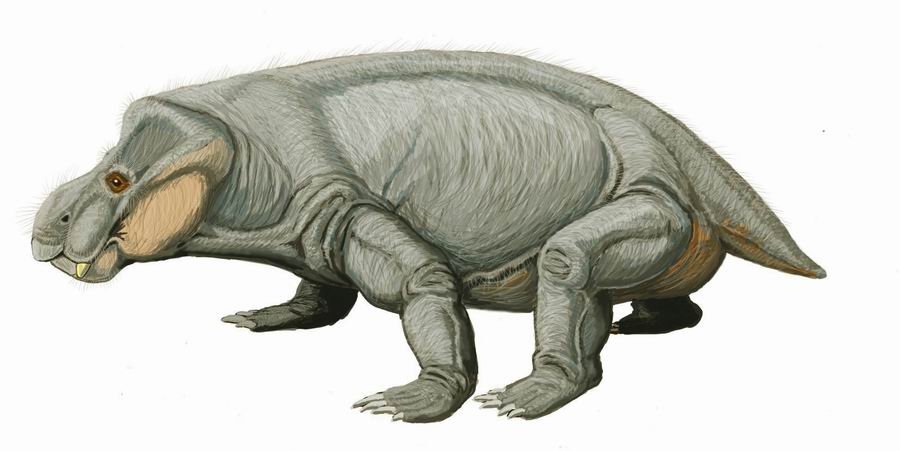
Kannemeyeria, um Anomodontia

Grupo em que se encontram todos os mamíferos.
- Biarmosuchia
- Dinocefálios
  - Anteossauro
  - Titanosuchus (apesar de seu nome sifnificar "Crocodilo Titã Feroz", na verdade foi um therapsida dinocefálio, e não um crocodilo, e poderia ter sido predador do Jonkeria, moschops e outros pequenos vertebrados pré-históricos)
  - Moschops (era presa do Titanosuchus e do Lycaenops um therapsídeo da subordem gorgonopsia)
- Theriodontia (grupo em que se encontram todos os mamíferos, répteis mammaliaformes, cinodontes e terocéfalos)
  - Terocéfalos
  - Cinodontes (precursores dos mamíferos, grupo em que se encontram todos os mamíferos)
    - Thrinaxodon
    - Cinognato
    - Luangwa
    - Massetognathus
    - Exaeretodon
    - Répteis Mammaliaformes (grupo em que se encontram todos os mamíferos)
      - Allotheria (Às vezes classificado como uma sub-classe de mamíferos)
      - Megazostrodon
      - Adelobasileus
      - Sinoconodon
      - Haramiyida (Às vezes classificado como mamíferos Allotheria)
      - Morganucodonta
      - Docodonta (Incertae sedis, não se sabe se são mamíferos ou mammaliaformes)
        - Castorocauda

      - Hadracodium
      - Symmetrodonta (Às vezes são tidos como mamíferos verdadeiros)
      - Classe Mammalia
- Anomodontos
  - Dromassauros
- Gorgonopsia
  - Lycaenops
  - Inostrancevia

OBS:O grupo de Répteis Mammaliaformes é um grupo muito controverso, visto que muitos répteis mammaliaformes são tidos como mamíferos verdadeiros.

## Ligações Externas
- Lista de Pelicossauros na Wikipédia Inglesa
- Lista de Therapsídeos na Wikipédia Inglesa